# Falcon 4.0
Falcon 4.0 es un simulador de vuelo de combate publicado originalmente el 12 de diciembre de 1998 por MicroProse. Es una simulación realista del jet de combate F-16 Fighting Falcon Block 50/52 en un escenario bélico moderno situado en la península coreana. El motor de la campaña dinámica de Falcon 4.0 se ejecuta de forma autónoma. Falcon 4.0: Allied Force, una versión mejorada de Falcon 4.0 por Lead Pursuit, fue publicada el 28 de junio de 2005. Esta versión tiene un nuevo escenario de campaña, los Balcanes.
En el juego, la guerra comienza a principio de la década de 1990, con las fuerzas de Corea del Norte invadiendo Corea del Sur. En esta, Estados Unidos despliega un extenso operativo de apoyo al sur, incluyendo aeronaves militares, caballería armada y buques navales. El resto de la guerra del juego depende de las acciones del jugador, implicando potencialmente a China y Rusia. Japón tiene una base aérea, pero no cumple ningún rol en el conflicto mismo.

## El Juego
Falcon 4.0 simula las operaciones de combate de un piloto de combate actual. Están disponibles alrededor de 30 misiones de entrenamiento para familiarizar al jugador con la maniobrabilidad, operación de la aviónica y varios protocolos de la USAF. Después del entrenamiento, el jugador puede iniciar el modo de juego primario, la campaña, que simula la participación en una guerra moderna. Alternativamente, éste puede participar en el modo dogfight, el cual provee un combate aéreo individual a corta distancia, sin ningún contexto contiguo, o crear las que son efectivamente campañas en miniatura, conocidas como Enfrentamientos Tácticos ("Tactical Engagements").
Los resultados del rendimiento de los jugadores cuando juegan con Falcon 4.0 son usados para generar un libro de vuelo ('logbook'). Éste contiene detalles como las horas de vuelo, ataques aire-aire (Air-to-Air) y aire-tierra (Air-to-Ground) exitosos, condecoraciones, nombre, foto y el rango actual del jugador. Un buen rendimiento (como eliminar grandes números de enemigos terrestres o sobrevivir a un combate contra numerosas unidades aéreas) durante una misión puede llevar a la concesión de una condecoración o promoción, mientras que un pobre rendimiento (como destruir recursos aliados o eyectarse del avión sin una buena razón) puede llevar a una corte marcial y un descenso de categoría.

### Campaña
El modo de juego "Campaña" tiene dos etapas primarias, los briefings y las misiones. Un "briefing" es una reunión en que se dan las órdenes a la tripulación de un avión militar. La sección de Briefing es usada para manipular el vuelo y los paquetes (un número de vuelos agrupados para colaborar mutuamente en la obtención de un objetivo militar), asignación de puntos para la determinación de la ruta de determinado vuelo, y la configuración de la carga de armas usada por la aeronave. También es posible asignar instrucciones a cada unidad terrestre manualmente, modificando el control de la Inteligencia Artificial de la guerra. De forma similar a como lo es para los pilotos de la vida real, es de gran importancia que el jugador examine detalladamente todos los datos presentados para cumplir exitosamente la misión, con el fin de formular un mejor plan de acción para cuando esté volando el jet. No advertir tanto la ubicación como las defensas del enemigo (como los lanzadores de SAM o CAP), entre otros) desembocará -casi siempre- en un vuelo de corta duración.
La sección de Misión del simulador abarca las mecánicas actuales de vuelo de la aeronave, la operación del radar y las armas, evaluación del objetivo, comunicaciones de radio y navegación. Todo está hecho de tal manera que el uso de la aeronave sea lo más realista posible, cuando las configuraciones de más alto realismo están seleccionadas.
La publicación inicial del software, vino con tres escenarios pre-configurados para usarse en el modo Campaña. 'Tiger Spirit' representa una guerra en la cual la República de Corea y las fuerzas aliadas habían repelido el ataque inicial de las fuerzas de Corea del Norte y trasladado a la ofensiva. 'Rolling Fire' muestra una situación donde las fuerzas de DPRK han invadido la zona desmilitarizada de Corea y obtenido pequeñas victorias, mientras que 'Iron Fortress' simula un escenario donde el Norte ha sometido al Sur y lo ha hecho retroceder a su última línea de defensa.

### Enfrentamiento táctico
Un enfrentamiento táctico (o TE, por sus siglas en inglés de Tactical Engagement) es una misión a pequeña escala diseñada manualmente, con un objetivo predeterminado. El mismo motor de IA controla la actividad de las unidades controladas por IA. Una de las ventajas de construir este tipo de misión es que permite a los pilotos experimentados practicar ataques en objetivos bien defendidos de alto valor, que frecuentemente son eliminados tempranamente de las campañas, ya que la IA planea el asignamiento de paquetes para eliminar estos tempranamente durante la guerra, con el fin de maximizar el efecto en la efectividad de combate del enemigo.

### Acción Instantánea
Este modo de operación posiciona al jugador en un F-16 en vuelo, armado con una cantidad infinita de misiles. Progresivamente oleadas de aeronaves más capaces se mueven e intentan derribar a la aeronave del jugador. Están disponibles diversas opciones para configurar este modo, incluyendo la desactivación de los SAM y demás AAA, la disponibilidad de combustible infinito y la dificultad de la primera oleada de aeronaves hostiles. Este estilo de juego es probablemente el que más se aproxima a la experiencia que más disfrutan muchos jugadores de juegos de disparos en primera persona.

## Tecnología

### Campaña
A diferencia de su versión estática, una campaña dinámica no tiene un trayecto predefinido. Las misiones y el resto del mundo del juego se desarrollan al tiempo que el juego progresa, afectado en parte por las acciones del jugador. Las campañas dinámicas pueden suponer una experiencia de juego más diversa y variable, pero son más difíciles de implementar para los desarrolladores del videojuego. La IA controla la actividad del motor de campaña de Falcon 4, el cual puede ser influenciado por un amplio rango de controles configurables, de los cuales todos puede ser ajustados para satisfacer la variación de objetivos durante el progreso del escenario.

### Gráficas
Falcon 4.0 originalmente apoyó los gráficos 3d multitexturados.

### Diseño modular
Falcon 4 fue deliberadamente diseñado de forma que aeronaves y terrenos complementarios puedan ser instalados retroactivamente. Presumiblemente, esto se hizo así para permitir la publicación de un paquete adicional ("add-on pack"), así como se hizo con Falcon 3.0. La comunidad de "modders" (modificadores) que creció después de los desafortunados acontecimientos en el desarrollo comercial original, aprovechó esta característica para dotar a Falcon 4 de una gran cantidad de nuevos contenidos en forma de parches de post-instalación.

## Desarrollo
El juego fue originalmente diseñado y producido por Steve Blankenship y Gilman Louie y publicado por la compañía Microprose. El juego fue sacado rápidamente al mercado a fin de tenerlo a la venta para la temporada de ventas de Navidad de 1998. Desafortunadamente, la primera versión de Falcon 4.0' contenía numerosos bugs. El último parche oficial patch (versión 1.08) solventó la mayoría de ellos. Después de la terminación del parche 1.08, el equipo de desarrollo original fue despedido por Hasbro Interactive. A pesar de eso, los fans de Falcon siguieron haciendo mejoras al juego. Las primeras mejoras modificaban la multimedia y el ejecutable parcheando directamente el código compilado. Después de la fuga del código fuente a Internet, un jugador de Falcon 4.0 optimizó más el juego mediante la reprogramación de partes del juego.
Durante su tiempo de vida, Falcon 4.0 recibió actualizaciones y mejoras de varios grupos de voluntarios, los cuales mejoraron el grado de detalle y complejidad de la simulación durante los años hasta su estado actual, así como se enmendaron los numerosos errores detectados tanto en la entrega original y posteriores parches. Muchos de estos fueron resultado de que el código fuente se hiciera disponible a quienes desarrollaron las modificaciones. Benchmarksim (BMS) fue el primer equipo en hacerse cargo de las modificaciones de usuario. De todas formas, el publicador del juego, Atari, emitió una orden de cese y desista contra todas las modificaciones del ejecutable, y por lo tanto muchas modificaciones no fueron almacenadas en servidores de Internet.
Ha habido varios grupos que han modificado diferentes partes de Falcon 4.0. Algunos grupos y varios individuos han creado nuevos esquemas de gráficos, mientras que otros modificaron sus datos y código para hacerlo más realista. También se ha trabajado en crear nuevos escenarios, como por ejemplo: el teatro Tormenta del Desierto) para Falcon 4.0.
Una compañía llamada Lead Pursuit, la cual se formó alrededor de muchos nombres conocidos de la comunidad de Falcon, compró el simulador a Atari para continuar el desarrollo de Falcon 4.0.Falcon 4.0: Allied Force fue publicado el 28 de junio de 2005, como una versión comercial la cual era una vasta compilación y unificación de las existentes modificaciones sobre el Falcon 4 original y los parches oficiales, que al mismo tiempo mostraba nuevas características y mejoraba notablemente la estabilidad del programa, especialmente en relación con el modo multijugador. La historia se repite y una vez más el desarrollo oficial cesa, en este caso por parte de Lead Pursuit, tras publicar varios parches sobre la versión comercial.
Una vez más, la comunidad Falcon continua "en la sombra" el desarrollo hasta que en septiembre de 2011 ve la luz lo que hasta hoy es el último ejecutable, Falcon BMS 4.33.
Acercándose el 15 aniversario de su salida a la venta, Falcon 4.0 (en su versión BMS) sigue siendo todo un referente entre los simuladores de aviación militar.